# Blikanasaure
L'blikanasaure (Blikanasaurus, "rèptil de Blikana") és un gènere representat per una única espècie de dinosaure sauropodomorf que visqué a la fi del període Triàsic, fa aproximadament 210 milions d'anys, en el Norià, que va habitar en el que és avui Àfrica. Les restes trobades es limiten a part d'una pota posterior. Els turmells són inusualment gruixuts i les falanges grans. El seu nom deriva de la Muntanya Blikana a la Província del Cap, a Sud-àfrica. S'ha suggerit que podria ser sinònim d'eusquelosaure. Hauria tingut de tres a cinc metres de llarg.